# Dipterocarpus cinereus
Dipterocarpus cinereus är en tvåhjärtbladig växtart som beskrevs av V. Slooten. Dipterocarpus cinereus ingår i släktet Dipterocarpus och familjen Dipterocarpaceae. Inga underarter finns listade i Catalogue of Life.